# 대구 남구의회
대구 남구의회는 대구광역시 남구 지역을 관할하는 기초의회이다.